# Sawmill
Sawmill is een plaats (census-designated place) in de Amerikaanse staat Arizona, en valt bestuurlijk gezien onder Apache County.

## Demografie
Bij de volkstelling in 2000 werd het aantal inwoners vastgesteld op 612.

## Geografie
Volgens het United States Census Bureau beslaat de plaats een oppervlakte van
15,1 km², geheel bestaande uit land. Sawmill ligt op ongeveer 2341 m boven zeeniveau.

## Plaatsen in de nabije omgeving
De onderstaande figuur toont nabijgelegen plaatsen in een straal van 28 km rond Sawmill.